# Macabro – Die Küsse der Jane Baxter
Macabro – Die Küsse der Jane Baxter (Originaltitel: Macabro) ist ein italienischer Horrorfilm aus dem Jahr 1980. Der im Original schlicht Macabro betitelte Film entstand als Regiedebüt von Lamberto Bava nach einem Drehbuch von Pupi Avati. In den Hauptrollen spielten Bernice Stegers, Stanko Molnar und Veronica Zinny.
Macabro handelt von einer Frau, die den Kopf ihres verstorbenen Liebhabers im Tiefkühler aufbewahrt und sich damit sexuell betätigt. Die Gore-Elemente wurden dabei auf ein Minimum beschränkt.

## Handlung
Die reiche Jane Baker (in der dt. Version Baxter) lebt in New Orleans mit ihrem Mann und ihren zwei Kindern. Sie beginnt eine Affäre mit Fred Kellerman, mit dem sie sich heimlich in einer eigens dafür gemieteten Wohnung trifft, während sie ihre Kinder alleine lässt. Ihre Tochter Lucy findet dies heraus und ertränkt ihren kleinen Bruder in der Badewanne, um ihre Mutter um Hilfe anrufen zu können. Als Jane und Fred zu ihr nach Hause rasen, geschieht ein Unfall, bei dem Fred stirbt.
Ein Jahr später zieht die mittlerweile geschiedene Jane alleine in das Haus, in dem sie sich mit Fred getroffen hat. In der unteren Wohnung lebt der Besitzer, der blinde Robert Duval. Dieser hört wiederholt Sexgeräusche aus der oberen Wohnung, auch in Verbindung damit, dass Jane den Namen „Fred“ sagt. Er findet heraus, dass Fred bei dem Unfall geköpft wurde und Jane darauf in eine psychiatrische Anstalt eingewiesen wurde. Robert spioniert ihr nach und entdeckt, dass sie in einer Tiefkühlbox den Kopf ihres verstorbenen Liebhabers aufbewahrt und damit anscheinend masturbiert. 
Als Janes Tochter Lucy den Kopf ebenfalls entdeckt, kocht sie eines Tages ein Abendessen für Jane und Robert. Dabei findet ihre Mutter einen Teil des Ohrs von Fred in ihrem Teller. Entsetzt rennt sie ins Badezimmer. Lucy folgt ihr und konfrontiert ihre Mutter damit, dass sie vom Kopf weiß und Jane diesmal für immer weggesperrt würde. Außerdem gesteht Lucy, dass sie damals ihren Bruder getötet hat. Wütend ertränkt Jane ihre Tochter in der Badewanne und geht darauf mit dem Kopf von Fred ins Bett. Robert dringt in ihre Wohnung ein, wird von ihr entdeckt und es kommt zu einer körperlichen Auseinandersetzung, bei der Jane versehentlich getötet wird. Als Robert auf der Suche nach Lucy das Bett abtastet, wird er von Freds Kopf in den Hals gebissen und getötet.

## Produktion
Macabro wurde dem damaligen Regieassistenten Lamberto Bava von den Brüdern Pupi und Antonio Avati als erste Regiearbeit angeboten. Für die Rolle der Jane Baker wurde die damals dreißigjährige Britin Bernice Stegers verpflichtet; den blinden Robert Duval spielte Stanko Molnar; und in der Rolle der Lucy stand Veronica Zinny in ihrem ersten und einzigen Film vor der Kamera.
Der Low-Budget-Film ist eine Produktion von Amatis A.M.A. Film und Medusa Distribuzione und wurde in vier Wochen abgedreht. Die Dreharbeiten fanden hauptsächlich in Norditalien statt (u. a. Gardone Riviera), aber auch in New Orleans, dem Handlungsort des Films.

## Rezeption
Laut dem Filmhistoriker Roberto Curti wurde der Film von der Presse gut angenommen und erwies sich als finanzieller Erfolg.